# Torben Blech
Torben Blech (Siegen, 12 febbraio 1995) è un astista tedesco.

## Biografia
Attivo anche come multiplista, Blech orienta la sua carriera seniores principalmente al salto con l'asta. Debutta internazionalmente con la nazionale maggiore nel 2019, partecipando ai Mondiali di Doha. Nello stesso anno ha anche conquistato una medaglia d'argento alle Universiadi di Napoli, prendendovi parte in quanto studente di psicologia presso l'Università di Colonia.

## Palmarès
| Anno | Manifestazione  | Sede      | Evento           | Risultato | Prestazione | Note |
| ---- | --------------- | --------- | ---------------- | --------- | ----------- | ---- |
| 2017 | Europei U23     | Bydgoszcz | Decathlon        | 9º        | 7675 p.     |      |
| 2019 | Universiadi     | Napoli    | Salto con l'asta | Argento   | 5,76 m      |      |
| 2019 | Mondiali        | Doha      | Salto con l'asta | 23º (q)   | 5,45 m      |      |
| 2021 | Europei indoor  | Toruń     | Salto con l'asta | 9º (q)    | 5,60 m      |      |
| 2021 | Giochi olimpici | Tokyo     | Salto con l'asta | 25º (q)   | 5,30 m      |      |
| 2022 | Mondiali indoor | Belgrado  | Salto con l'asta | 13º       | 5,60 m      |      |
| 2022 | Mondiali        | Eugene    | Salto con l'asta | nm (q)    | nm (q)      |      |
| 2022 | Europei         | Monaco    | Salto con l'asta | 8º        | 5,50 m      |      |
| 2023 | Europei indoor  | Istanbul  | Salto con l'asta | 4º        | 5,80 m      |      |
| 2024 | Europei         | Roma      | Salto con l'asta | 6º        | 5,75 m      |      |
| 2024 | Giochi olimpici | Parigi    | Salto con l'asta | 23º (q)   | 5,40 m      |      |
| 2025 | Europei indoor  | Apeldoorn | Salto con l'asta | 12º (q)   | 5,65 m      |      |